# Illusion monétaire
L'illusion monétaire est un biais cognitif par lequel un agent économique raisonne à partir des valeurs nominales de l'économie et non des valeurs réelles, c'est-à-dire des valeurs nominales corrigées des effets de l'inflation. L'agent économique est victime d'illusion monétaire lorsqu'il pense avoir reçu une augmentation de salaire alors que l'inflation est en réalité plus élevée que l'augmentation du salaire. Dans une telle situation, le salaire réel a chuté, et non augmenté.

## Concept
L'illusion monétaire est un biais cognitif fondamental de l'économie. L'illusion monétaire conduit les agents économiques à sous-estimer l'inflation future, et donc à surestimer le taux de salaire réel.
L'illusion monétaire est la condition sine qua non de certaines théories économiques. Au sein du keynésianisme, par exemple, la courbe de Phillips soutient que lorsque l'inflation augmente, le chômage baisse, car l'inflation réduit le salaire réel des travailleurs et donc le coût du travail avec lui. Les agents étant victimes d'illusion monétaire, ils ne demandent pas d'ajustement de salaire.

## Histoire
L'illusion monétaire est soutenue par plusieurs économistes au XIXe siècle sans qu'elle ne fasse jamais l'objet d'un traitement approfondi. Le concept est véritablement analysé par Irving Fisher dans un livre de 1928, appelé The Money Illusion. Il écrit : « une hausse des salaires survenant en même temps qu’une hausse plus rapide des prix est bien […] une “duperie”. Si l’ouvrier s’en contente, c’est qu’il est victime de l’illusion de la monnaie. Le jour où il s’aperçoit de la différence entre le salaire monétaire et le salaire réel, il sera porté à incriminer son patron au lieu de s’en prendre au mark ou au dollar ». Il aboutit à l'équation de Fisher afin de calculer le salaire réel et le salaire nominal.
John Maynard Keynes popularise le concept dans sa Théorie générale de l'emploi, de l'intérêt et de la monnaie (1938). Il en fait un des concepts clefs de son analyse du marché du travail. Pour Keynes, les travailleurs ont tendance à refuser toute baisse du salaire nominal, alors qu'ils ne s'opposent pas à une baisse de leur salaire réel en raison de l'inflation. La courbe de Philips illustrera des années plus tard la relation inverse entre l'inflation et le chômage : lorsque l'inflation augmente, le salaire réel diminue, et donc, avec lui, le coût du travail.
Afin de réfuter le keynésianisme (et notamment sa forme amendée, la synthèse néoclassique), les écoles économiques concurrentes ont cherché à s'attaquer au concept de l'illusion monétaire. Milton Friedman, qui fonde le monétarisme avec Anna Schwartz, crée ainsi le concept d'anticipation adaptative, selon lequel les agents économique souffrent bien d'illusion monétaire, mais qu'à court terme ; les salariés exigent peu de temps après avoir vu leur salaire réel chuter une hausse du salaire, ce qui contrecarre l'effet de l'inflation.

## Vérification empirique
En tant que biais cognitif, l'illusion monétaire a fait l'objet de vérifications empiriques. Le concept a notamment intéressé la psychologie expérimentale appliquée à l'économie, dont un des buts est de rendre compte de l'ensemble des biais cognitifs qui éloignent les agents du modèle classique de l'homo economicus. Dans un article majeur, Elvar Shafir, Peter Diamond (prix Nobel d'économie 2010) et Amos Tversky testent expérimentalement l'illusion nominale et cherchent à en saisir les déterminants.
À travers une très large expérience, ils montrent que les agents sont victimes d'illusion monétaire à la fois sur les salaires, les transactions et les contrats. Il ressort de leur étude que les agents raisonnent dans leur majorité en termes nominaux et non réels. Shafir, Diamond et Tversky demandent ainsi aux sujets de leur expérience qui de Adam, Ben ou Carl a fait la meilleure transaction après avoir vendu une maison reçue pour 200 000 dollars. Adam la revend pour 154 000 dollars, soit 23 % de moins, mais il y a eu 25 % de déflation. Ben la vend 198 000 dollars, soit 1 % de moins, alors que les prix sont restés stables. Carl la vend 246 000 dollars, soit 23 % de plus, avec une inflation de 25 %. Les sondés devaient répartir Adam, Ben et Carl en leur donnant un rang, de 1 pour celui qui a le plus gagné à 3 pour celui qui a le moins gagné. Les réponses se répartissent de la façon suivante :
|                         | Adam     | Ben  | Carl     |
| ----------------------- | -------- | ---- | -------- |
| Gain en valeur nominale | -23 %    | -1 % | +23 %    |
| Gain en valeur réelle   | +2,667 % | -1 % | -1,667 % |
| Rang                    |          |      |          |
| 1er                     | 37 %     | 17 % | 48 %     |
| 2nd                     | 10 %     | 73 % | 16 %     |
| 3e                      | 53 %     | 10 % | 36 %     |

Adam, qui a le plus gagné d'argent en termes réels mais le moins en termes nominaux, est considéré par la majorité des personnes interrogées (53 %) comme celui qui a le moins gagné d'argent. Inversement, Carl, qui a le plus perdu d'argent en termes réels mais qui en a le plus gagné en termes nominaux est considéré comme celui qui a fait la meilleure transaction pour 48 % des sondés. L'illusion monétaire est donc, si l'on suit cette expérience, très forte.
Shafir, Tversky et Diamond analysent cette illusion monétaire comme l'effet de la préférence des agents pour le cadre nominal en raison de sa facilité et de sa saillance. Plus précisément, ils pensent que les agents maîtrisent potentiellement les deux cadres cognitifs, mais préfèrent généralement le cadre nominal pour ces raisons. Ils observent toutefois que le cadre cognitif privilégié peut varier en fonction du contexte et que les agents mélangent le plus souvent, au moins en partie, le cadre nominal avec le cadre réel.

## Critiques

### Critique monétariste: anticipations adaptatives
Le concept d'illusion monétaire a été critiqué par le monétarisme. Au sein du monétarisme, Milton Friedman a souligné que les agents économiques ne peuvent être continuellement trompés par l'inflation, car ils disposent d'une faculté d'anticipation adaptative. Lorsqu'ils se rendent compte que l'inflation a réduit leur salaire réel, ils demandent une hausse de salaire ; la baisse du chômage n'a été que temporaire.

### Critique de la nouvelle économie classique: anticipations rationnelles
La critique friedmanienne a été reprise par la nouvelle économie classique, qui l'a radicalisée par le biais du concept d'anticipation rationnelle. Les agents économiques ne sont dans ce cas jamais victimes d'illusion monétaire, même à court terme.